# Estación Beruti
Beruti es una estación ferroviaria del Ferrocarril Domingo Faustino Sarmiento de la red ferroviaria argentina. Se ubica en la localidad de Beruti del partido de Trenque Lauquen, provincia de Buenos Aires, Argentina.

## Servicios
No presta servicios de pasajeros desde principios de la década de 2000. Sus vías están concesionadas a la empresa de cargas Ferroexpreso Pampeano.